# Saito Jumpei
Jumpei Saito (sinh ngày 27 tháng 12 năm 1992) là một cầu thủ bóng đá người Nhật Bản.

## Sự nghiệp câu lạc bộ
Jumpei Saito đã từng chơi cho Blaublitz Akita.